# Eleições estaduais de Mato Grosso de 2006

## Governador e vice-governador
- Partido Humanista da Solidariedade (PHS) – o candidato do partido é Roberto Pereira.
- Partido Popular Socialista (PPS) – o candidato do partido é Blairo Maggi.(PPS/PFL/PMDB/PTB/PP/PAN/PRTB/PTN/PL/PSB/PTC/PMN)
- Partido Republicano Progressista (PRP) – o candidato do partido é Plauto Vieira.
- Partido Social Cristão (PSC) – o candidato do partido é Bento Porto.
- Partido da Social Democracia Brasileira (PSDB) – o candidato do partido é Antero Paes de Barros.
- Partido Social Democrata Cristão (PSDC) – o candidato do partido é Josmar Alderete.
- Partido Socialismo e Liberdade (PSOL) – o candidato do partido é Mauro César Lara de Barros.
- Partido dos Trabalhadores (PT) – a candidata do partido é Serys Slhessarenko. (PT/PDT/PV/PSL/PCdoB/PTdoB/PRONA)